# Odontomyia stylata
Odontomyia stylata är en tvåvingeart som beskrevs av Macquart 1847. Odontomyia stylata ingår i släktet Odontomyia och familjen vapenflugor. Inga underarter finns listade i Catalogue of Life.